# Redução PTAS
Na teoria de complexidade computacional, uma redução PTAS é uma redução com preservação de aproximação que é geralmente usada para fazer reduções junto à soluções para problemas de otimização. Isso preserva a propriedade que um problema possui um  esquema de aproximação em tempo polinomial (PTAS) e é usado para definir completude para certas classes de otimização de problemas como APX. Por definição, se existe uma redução PTAS de um problema A para um problema B, nós escrevemos {\displaystyle {\text{A}}\leq _{\text{PTAS}}{\text{B}}}.
Com redução em tempo polinomial, se pudermos descrever a redução de um problema A para um problema B, então qualquer solução em tempo polinomial para B pode ser composta com a redução para obter uma solução em tempo polinomial para o problema A. Similarmente, nosso objetivo em definir as reduções PTAS é que para uma dada redução PTAS de um problema de otimização A para um problema B, um PTAS para B pode ser composto com uma redução para obter um PTAS para um problema A.
Formalmente, definimos a redução PTAS de A para B usando três funções computáveis em tempo polinomial, f, g, e α, com a seguintes propriedades:
- f mapeia instâncias do problema A para instâncias do problema B.
- g pega uma instância x de um problema A, uma solução aproximada para o seguinte problema {\displaystyle f(x)} em B, e um parâmetro de erro ε e produz uma solução aproximada para x.
- α mapeia parâmetros de erro de soluções para instâncias do problema em A para parâmetros de erro de soluções para o problema em B.
- Se a solução y para {\displaystyle f(x)} (uma instância do problema B) for pelo menos {\displaystyle 1+\alpha (\epsilon )} vezes pior que a solução ótima, então a solução que leva {\displaystyle g(x,y,\epsilon )} para x (uma instância do problema A) é pelo menos {\displaystyle 1+\epsilon } vezes pior que a solução ótima.

## Propriedades
A partir da definição é fácil demonstrar que:
- {\displaystyle {\text{A}}\leq _{\text{PTAS}}{\text{B}}} e {\displaystyle {\text{B}}\in {\text{PTAS}}\implies {\text{A}}\in {\text{PTAS}}}
- {\displaystyle {\text{A}}\leq _{\text{PTAS}}{\text{B}}} e {\displaystyle {\text{A}}\not \in {\text{PTAS}}\implies {\text{B}}\not \in {\text{PTAS}}}

Reduções L significam reduções PTAS.  Como consequência, alternativamente pode-se demonstrar a existência de uma redução PTAS por meio de uma redução L.
reduções PTAS são usadas para definir completude em  APX, a classe de otimização de problemas com algoritmos de aproximação a fator constante.